# لا كالوتيري
لا كالوتيري (بالفرنسية: La Calotterie)‏ هي بلدية تقع في إقليم باد كاليه من منطقة نور با دو كاليه في شمال فرنسا. تبلغ مساحة هذه المدينة 9.48 (كم²)، وترتفع عن سطح البحر 5 م، يبلغ عدد سكانها 559 نسمة حسب إحصاء المعهد الوطني للإحصاء والدراسات الاقتصادية سنة 2009 م. وترأس Jean Lebas البلدية خلال فترة (2001-2008).